# Штоколов, Борис Тимофеевич
Борис Тимофеевич Што́колов (19 марта 1930, Кузедеево, Сибирский край — 6 января 2005, Санкт-Петербург) — советский оперный певец (бас). Народный артист СССР (1966). Лауреат Государственной премии СССР (1981) и Государственной премии РСФСР имени М. И. Глинки (1976).

## Биография
Борис Штоколов родился 19 марта 1930 года в селе Кузедеево (ныне в Новокузнецком районе Кемеровской области) (по другим источникам — в городе Кузнецке (ныне Новокузнецк Кемеровской области).
В конце 30-х годов семья переехала в слободу Чернянка Курской области, где отец отбирал лошадей для Красной армии.
В 1944 году поступил в Соловецкую школу юнг. В 1949 году, после поступления в спецшколу ВВС в Свердловске, на концерте курсантов был замечен Г. К. Жуковым, по настоянию которого поступил на вокальный факультет Уральской консерватории им. М. П. Мусоргского.
Ещё в годы обучения стал стажёром Свердловского театра оперы и балета им. А. В. Луначарского, а в 1954 году, после окончания консерватории, стал одним из его ведущих солистов.
В 1959 году завоевал звание лауреата на международном конкурсе VII Всемирного фестиваля молодежи и студентов в Вене, а Апрелевским заводом выпущена дебютная пластинка, в которую вошли романсы А. Рубинштейна и Ф. Шуберта в его исполнении (8", Д—004916-7).
В том же году был приглашён в Ленинградский театр оперы и балета им. С. М. Кирова (ныне Мариинский театр). С этим коллективом связана дальнейшая артистическая деятельность певца: он работал здесь до 1990 года. Получил признание как великолепный интерпретатор русского оперного репертуара.
Участвовал в постановках опер советских композиторов: «Судьба человека» И. И. Дзержинского, «Октябрь» В. И. Мурадели и других.

Могила Б. Т. Штоколова на Литераторских мостках Волковского кладбища в Санкт-Петербурге

Вёл активную концертную деятельность. В репертуаре — русские народные песни, романсы.
Пел на многих оперных сценах и концертных эстрадах мира: в США, Испании, Швеции, Италии, Франции, Швейцарии, ГДР, ФРГ, Венгрии, Австралии, на Кубе, в Англии, Канаде и др.
Скончался 6 января 2005 года в Санкт-Петербурге. Похоронен на Литераторских мостках Волковского кладбища.

### Семья
- Отец — Штоколов Тимофей Ильич (1901—1942), участвовал в Гражданской войне, в 1938 году был назначен начальником ОСОАВИАХИМа и служил в звании старшего лейтенанта; в сентябре 1938 года по ложному доносу был объявлен врагом народа и исключен из партии (позднее, после долгих усилий, был в ней восстановлен); в 1941 году ушёл добровольцем на фронт и в 1942 году пропал без вести в боях под Ленинградом.
- Мать — Юрасова Елизавета Ивановна (1904 — ?), окончила церковно-приходскую школу, училась в гимназии, брала уроки игры на фортепиано.
- Супруга — Штоколова Надежда Петровна (1929—1999).
- Сыновья: Штоколов Александр Борисович (1954-2002), Штоколов Тимофей Борисович (1962 г. рожд.).

## Награды и звания
- Лауреат международного конкурса VII Всемирного фестиваля молодежи и студентов в Вене (1959)
- Заслуженный артист РСФСР (1958)
- Народный артист РСФСР (1962)[4]
- Народный артист СССР (1966)
- Заслуженный деятель искусств Автономной Республики Крым (9 января 2002 года) — за выдающийся личный вклад в развитие и пропаганду песенного искусства, высокое профессиональное исполнительское мастерство и в связи с участием в фестивале искусств «Рождественские встречи в Крыму»[5]
- Государственная премия СССР (1981) — за концертные программы последних лет
- Государственная премия РСФСР имени М. И. Глинки (1976) — за исполнение заглавных партий в оперных спектаклях «Борис Годунов» М. П. Мусоргского, «Иван Сусанин» М. И. Глинки, партии Андрея Соколова в оперном спектакле «Судьба человека» И. И. Дзержинского, а также за концертно-исполнительскую деятельность
- Орден Ленина (20 марта 1980 года)[6]
- Орден Октябрьской Революции (1 июля 1983 года) — за заслуги в развитии советского музыкального искусства и в связи с 200-летием Ленинградского государственного академического театра оперы и балета имени С. М. Кирова[7]
- Два ордена Трудового Красного Знамени
- Орден Отечественной войны 2-й степени (1985)
- Медаль Ушакова (7 июля 1992 года) — за отличия при выполнении боевых задач кораблями и частями Военно-Морского Флота в период Великой Отечественной войны 1941—1945 гг. и большую работу по патриотическому воспитанию молодёжи[8]
- Почётный академик Славянской и Петровской академий
- Почётный гражданин Кемеровской области (2002).
- Почётный диплом Законодательного Собрания Санкт-Петербурга (22 марта 2000 года) — за заслуги в деле развития отечественного оперного искусства в Санкт-Петербурге и в связи с 70-летием со дня рождения[9]

## Партии

### Свердловский театр оперы и балета им. А. В. Луначарского
- Якопо Фиеско — «Симон Бокканегра» Дж. Верди (1958)
- Кардинал — «Орлеанская дева» П. И. Чайковского (1957)
- Тихон — «Гроза» В. Н. Трамбицкого

### Ленинградский театр оперы и балета им. С. М. Кирова
- Царь Борис — «Борис Годунов» М. П. Мусоргского (1959)
- Галицкий — «Князь Игорь» А. П. Бородина (1959)
- Досифей — «Хованщина» М. П. Мусоргского (1959)
- Гремин — «Евгений Онегин» П. И. Чайковского (1959)
- Рамфис — «Аида» Дж. Верди (1959)
- Мефистофель — «Фауст» Ш. Гуно (1960)
- Андрей Соколов — «Судьба человека» И. И. Дзержинского (1961)
- Уилсон — «Отчаянная дорога» А. М. Маневича (1962)
- Большевик Андрей — «Октябрь» В. И. Мурадели (1964)
- Демон — «Демон» А. Г. Рубинштейна (1964)
- Гора Миклош — «Ласло Хуняди» Ф. Эркеля (1965)
- Кончак — «Князь Игорь» А. П. Бородина (1974)
- Варяжский гость — «Садко» Н. А. Римского-Корсакова (2000)
- Руслан — «Руслан и Людмила» М. И. Глинки
- Князь Верейский — «Дубровский» Э. Ф. Направника
- Мельник — «Русалка» А. С. Даргомыжского (Оперная студия консерватории)
- Иван Сусанин — «Иван Сусанин» М. И. Глинки
- Дон Базилио — — «Севильский цирюльник» Дж. Россини
- Кочубей — «Мазепа» П. И. Чайковского

## Фильмография
- 1968 — Город и песня — певец (песня «На безымянной высоте»)
- 1989 — Музыкальные игры — певец

### Участие в фильмах
- 1967 — Поёт Борис Штоколов (документальный)
- 1982 — Имени Василия Андреева (документальный)
- 1983 — И каждый вечер в час назначенный… (документальный)

## Киновоплощения
- 2012 — художественный телесериал «Жуков» (роль П. Шаляпина).

## Память
- Кемеровская филармония носит имя Б. Т. Штоколова.
- В честь Б. Т. Штоколова в 2000 году назван астероид (7278) Штоколов, открытый в 1985 году советским астрономом Л. В. Журавлёвой.
- 27 сентября 2019 года в Санкт-Петербурге, на фасаде д. 2 по ул. Гаврской, в котором певец жил с 2001 по 2005 год, была открыта мемориальная доска[10].

## Адреса в Ленинграде/Санкт-Петербурге
- Набережная Чёрной речки, 12[11]
- Петровская наб., д. 4[12]
- Ул. Гаврская, д. 2 (2001—2005)